# Miss Universo 1963
Miss Universo 1963, dodicesima edizione di Miss Universo, si è tenuta a Miami, negli Stati Uniti d'America il 20 luglio 1963. L'evento è stato presentato da Gene Rayburn. Iêda Maria Vargas, Miss Brasile, è stata incoronata Miss Universo 1963.

## Risultati

### Piazzamenti
| Risultato finale   | Concorrente |
| ------------------ | --- |
| Miss Universo 1963 | - Brasile - Iêda Maria Vargas |
| 2ª classificata    | - Danimarca - Aino Korva |
| 3ª classificata    | - Irlanda - Marlene McKeown |
| 4ª classificata    | - Filippine - Lalaine Betia Bennett |
| 5ª classificata    | - Corea del Sud - Kim Myoung-Ja |
| Top 15             | - Argentina - Olga Galuzzi - Austria - Gertrude Bergner - Colombia - María Cristina Álvarez González - Finlandia - Riitta Anja Hellevi Kautiainen - Francia - Monique Lemaire - Germania - Helga Carla Ziesemer - Giappone - Noriko Ando - Italia - Gianna Serra - Stati Uniti - Marite Ozers - Sudafrica - Ellen Liebenberg |

### Riconoscimenti speciali
| Riconoscimento        | Concorrente                 |
| --------------------- | --------------------------- |
| Miss Congeniality     | - Scozia - Grace Taylor     |
| Miss Photogenic       | - Irlanda - Marlene McKeown |
| Best National Costume | - Israele - Sherin Ibrahim  |

## Concorrenti
- Argentina -  Olga Galuzzi
- Austria -  Gertrude Bergner
- Bahamas -  Sandra Louise Young
- Belgio -  Irene Godin
- Bolivia  - Ana Maria Velasco Gutierrez
- Brasile -  Ieda Maria Vargas
- Canada -  Jane Kmita
- Ceylon -  Manel De Silva
- Colombia -  Maria Cristina Alvarez Gonzalez
- Corea del Sud -  Kim Myoung-Ja
- Costa Rica -  Sandra Chrysopulos Morua
- Cuba -  Alicia Margit Chia
- Curaçao -  Philomena Zielinski
- Danimarca -  Aino Korva
- Ecuador -  Patricia Cordova
- Filippine -  Lalaine Betia Bennett
- Finlandia -  Riitta Anja Hellevi Kautiainen
- Francia -  Monique Lemaire
- Galles -  Maureen Thomas
- Germania -  Helga Carla Ziesemer
- Giamaica -  June Maxine Brown
- Giappone -  Noriko Ando
- Grecia -  Despina Orgeta
- Guyana britannica -  Gloria Flackman
- Irlanda -  Marlene McKeown
- Islanda -  Theodora Thordardottir
- Israele -  Sherin Ibrahim
- Italia -  Gianna Serra
- Lussemburgo -  Mia Dahm
- Marocco -  Selma Rahal
- Nicaragua -  Leda Sanchez
- Norvegia -  Eva Carlberg
- Nuova Zelanda -  Regina Ellen Scandrett
- Okinawa - Reiko Uehara
- Paesi Bassi -  Else Onstenk
- Paraguay -  Amelia Benitez
- Perù -  Dora Toledano Godier
- Porto Rico -  Jeanette Blascoechea
- Rep. Dominicana -  Carmen Benicia Abinader De Benito
- Scozia -  Grace Calder W.Taylor
- Spagna -  Maria Rosa Perez Gomez
- Stati Uniti -  Marite Ozers
- Sudafrica -  Ellen Liebenberg
- Suriname -  Brigitta Hougen
- Svezia -  Kerstin Margareta Jonsson
- Svizzera -  Diane Tanner
- Trinidad e Tobago -  Jean Stoddart
- Turchia -  Guler Samuray
- Uruguay -  Graciela Pintos
- Venezuela -  Irene Morales Machado